# ORP Czajka (1918)
ORP Czajka – polski trałowiec redowy niemieckiego typu FM z okresu międzywojennego, pierwszy z trzech okrętów o tej nazwie w Polskiej Marynarce Wojennej, dawny niemiecki FM 28.

## Historia
„Czajka” należała do czterech trałowców typu FM o numerach: 2, 27, 28 i 31, zakupionych 24 września 1920 roku przez Polskę od fińskiej  firmy Hoffströms, z niemieckiego demobilu wojennego. W publikacjach istnieją rozbieżności co do przyporządkowania konkretnych nazw, jednakże według najnowszej literatury dokumenty wskazują, że „Czajka” była dawnym trałowcem FM 28, zbudowanym w stoczni Caesar Wollheim z Wrocławia. Publikacje niemieckie i część polskich podawały, że była trałowcem FM 2, zbudowanym w stoczni G. Seebeck w Geestemünde, lub FM 27, zbudowanym również w stoczni Caesar Wollheim. FM 27 i FM 28 zostały wodowane w 1918 roku, lecz nie weszły do służby w Kaiserliche Marine przed końcem wojny. Cena wynosiła 1,8 miliona marek niemieckich (ok. 34 tysięcy USD) za okręt. Po remoncie w Danii, trałowce przybyły do Gdańska w lutym 1921 roku. FM 28 po zakupie otrzymał prowizoryczną nazwę „Finlandia III”, następnie „trawler nr 3”, po czym rozkazem ogłoszonym 7 kwietnia 1921 roku, ostateczną nazwę: „Czajka”, wprowadzając w polskiej marynarce tradycję nadawania nazw trałowców od ptaków. 24 czerwca 1921 roku komisja wojskowa odebrała okręt. Wszedł do polskiej służby 1 marca 1921 roku, a pierwszym dowódcą był por. mar. Bronisław Leśniewski. Przez 10 lat służby okręt był wykorzystywany do trałowania min na Zatoce Gdańskiej, a także do szkolenia specjalistów morskich. Na skutek zużycia, został wycofany ze służby 12 października 1931. Od 1929 do 1931 dowódcą ORP Czajka był por. mar. Konrad Namieśniowski.
W 1932 został sprzedany za 2400 zł firmie Maksymiliana Kureckiego w Gdyni i przebudowany kosztem ok. 4000 zł na statek towarowo-pasażerski. Zdemontowano rufową nadbudówkę, urządzono ładownie w części dziobowej i rufowej, zainstalowano maszty z bomami ładunkowymi i hak holowniczy. Statek miał pojemność 179 BRT i 87 NRT oraz nośność ok. 160 ton. Używany był do transportu ładunków na trasie Tczew-Gdynia i Gdańsk-Gdynia oraz holowania barek, a w sezonie letnim woził turystów po Zatoce Gdańskiej, biorąc na pokład 180-200 osób. Po śmierci armatora w 1934 roku, statek został w następnym roku sprzedany do Gdańska. Przez nowych właścicieli statek używany był m.in. do nielegalnych celów, jak przemyt spirytusu do Finlandii. W 1938 roku polskie władze zaaresztowały statek, który odstawiono w Gdyni do wybuchu wojny. We wrześniu 1939 został samozatopiony w Gdyni dla zablokowania wejścia do Basenu Żeglarskiego. Po wydobyciu przez Niemców, pocięty na złom.

## Dane techniczne
- wyposażenie trałowe: 2 komplety trałów kontaktowych